# ويلي هاس
ويلي هاس (بالألمانية: Willy Haas)‏ هو كاتب سيناريو ألماني، ولد في 6 يوليو 1891 في براغ في التشيك، وتوفي في 4 سبتمبر 1973 في هامبورغ في ألمانيا.

## وصلات خارجية
- ويلي هاس على موقع IMDb (الإنجليزية)
- ويلي هاس على موقع ألو سيني (الفرنسية)
- ويلي هاس على موقع أول موفي (الإنجليزية)
- ويلي هاس على موقع قاعدة بيانات الأفلام السويدية (السويدية)
- ويلي هاس على موقع قاعدة بيانات الفيلم (الإنجليزية)
- ويلي هاس على موقع كينوبويسك (الروسية)